# Kleingebiet Komló

Lage des Kleingebiets Komló (rot) im Komitat Baranya

Das Kleingebiet Komló (ungarisch Komlói kistérség) war bis Ende 2012 eine ungarische Verwaltungseinheit (LAU 1) innerhalb des Komitats Baranya in Südtransdanubien. Im Zuge der Verwaltungsreform zum Jahresanfang 2013 gingen alle Ortschaften komplett in den Kreis Komló (ungarisch Komlói járás) über. Die Gemeinde Oroszló aus dem Kleingebiet Sásd vervollständigte den neuen Kreis.
Auf einer Fläche von 314,60 km² lebten 37.473 Einwohner (Ende 2012). Mit 119 Einwohnern pro Quadratkilometern war es das Kleingebiet mit der zweithöchsten Bevölkerungsdichte (nach Pécs) im Komitat. Verwaltungssitz war die einzige Stadt Komló (24.066 Ew.).

## Ortschaften
Diese 19 Ortschaften gehörten zum Kleingebiet Komló:
| Bodolyabér | Egyházaskozár | Hegyhátmaróc | Hosszúhetény  | Kárász          |
| Komló      | Köblény       | Liget        | Magyaregregy  | Magyarhertelend |
| Magyarszék | Mánfa         | Máza         | Mecsekpölöske | Szalatnak       |
| Szárász    | Szászvár      | Tófű         | Vékény        |                 |